# Sverdlovská oblast
Sverdlovská oblast (rusky Свердло́вская о́бласть, Sverdlovskaja oblasť) je federální subjekt Ruské federace (oblast). Vzhledem k tomu, že významná část území leží na asijské straně Uralu (v Evropě leží jen jeho jihozápadní výběžek), jde o nejlidnatější oblast v asijském Rusku a pátou nejlidnatější v celé federaci. Je začleněna do Uralského federálního okruhu.
Administrativním centrem je Jekatěrinburg (1 293 537 obyv.), dříve známý pod názvem Sverdlovsk. Dalšími významnými městy jsou Nižnij Tagil (390 498), Kamensk-Uralskij (186 153), Pervouralsk (147 116) a Serov (99 804).

## Historie
Dobytí Kazaňského chanátu kolem roku 1550 otevřelo Rusům cestu dále na východ, který tak byl osvobozen od tatarského pustošení. První záznamy o ruském osídlení pochází z přelomu 16. a 17. století. Koncem 18. a v 19. století se oblast stala průmyslovým centrem Ruska díky svým bohatým zásobám železa a uhlí. Dalším významným podnětem pro průmysl byla druhá světová válka, během které se velká část továren přesunula na asijskou stranu Ruska kvůli neustálému ohrožení ze strany postupujících Němců (např. motocyklový závod IMZ-Ural).
Mezi významné události spojené s regionem patří například sestřelení amerického letce Garyho Powerse nad Jekatěrinburgem 1. května 1960. V červenci 1918 tam byl také bolševiky zavražděn poslední ruský car Mikuláš II. s celou svou rodinou.
Sverdlovská oblast vznikla 17. ledna 1934.
Bývalý ruský prezident Boris Jelcin se 1. února 1931 narodil ve Sverdlovské oblasti, ve vsi Butka.

## Oblastní symboly

### Vlajka
Vlajka Sverdlovské oblasti je tvořena listem o poměru stran 2:3, se čtyřmi vodorovnými pruhy, bílým, světle modrým, bílým a zeleným v poměru šířek 7:9:1:3.

## Geografie
Většina oblasti se rozkládá na východních svazích severního a středního Uralu a v Západosibiřské nížině. Pouze na jihozápadě oblast zasahuje i na západní svahy Uralu.
Nejvyšší vrcholy se nacházejí na severní straně Uralu: Konžakovskij kameň (1569 m) a Děněžkin kamen (1492 m). Střední Ural je spíše pahorkatina bez významných vrcholů; nejvyšší se pohybují kolem 300-500 m nadmořské výšky. Mezi důležité řeky patří např. Tavda, Tura, Čusovaja a Ufa.
Sousedními územími Sverdlovské oblasti jsou (od západu): Permský kraj, republika Komi, Chanty-Mansijský autonomní okruh, Ťumeňská oblast, Kurganská oblast, Čeljabinská oblast a republika Baškortostán.

### Podnebí
Oblast se vyznačuje kontinentálním klimatem s dlouhými, chladnými zimami (v Západosibiřské nížině se průměrné teploty pohybují mezi 15-20 °C pod nulou) a krátkými, teplými léty.

### Přírodní zdroje
Území je bohaté na přírodní zdroje, především pak na kovy (železo, měď, zlato, platina), nerosty (azbest, drahokamy, mastek), mramor a uhlí.

## Obyvatelstvo
Celková populace při sčítání roku 2002 činila 4 486 214 lidí (5. místo v Rusku), z toho 3 943 529 (83 %) žijících ve městech a 542 685 na venkově. Podle odhadu k 1. lednu 2007 měla oblast 4 399 700 obyvatel. Úbytek obyvatel za 5 let tak činí přibližně 2 %.
Bylo zjištěno 21 etnických skupin s více než dvěma tisíci členy. Celkem se lidé zařadili do 148 různých etnik. Nejpočetnější jsou: Rusové (82,22 %); Tataři (3,75 %); Ukrajinci (1,24 %); Baškirové (0,83 %); Marijci (0,62 %); Němci (0,50 %); Bělorusové (0,41 %); Udmurti (0,40 %); Azerové (0,34 %); Čuvaši (0,26 %); Arméni (0,25 %); Mordvinci (0,22 %); Židé (0,15 %); Tádžikové (0,14 %); Kazaši (0,10 %); Romové (0,09 %); Uzbekové (0,08 %); Moldavané (0,07 %); Gruzíni (0,06 %); Číňané (0,05 %); Poláci (0,05 %) a mnoho dalších s počtem členů do dvou tisíc.

## Politika

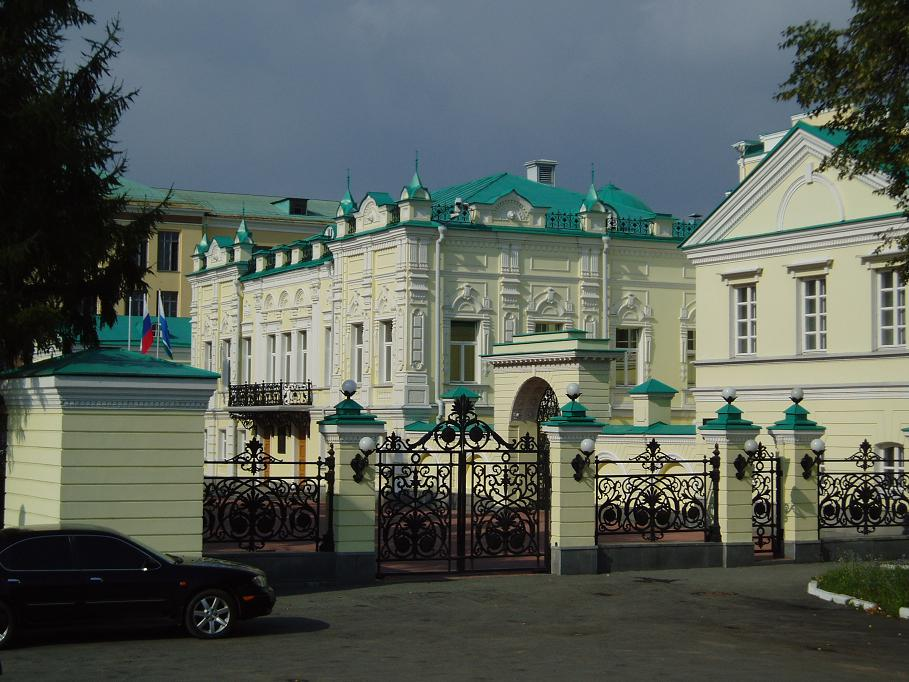
Sídlo gubernátora Sverdlovské oblasti

Současný gubernátor oblasti je Misarin jeden z nejvýznamnějších regionálních politiků v Rusku.
Oblastní Ústava (rusky Устав, Ustav) byla schválena 17. prosince 1994. Gubernátor (rusky губернатор, gubernator) je nejvyšší postavou exekutivy a jmenuje vládu, skládající se z jednotlivých ministrů. Předseda vlády (rusky председатель правительства, predsedatěl pravitělstva) je jmenován na základě hlasování dolní komory parlamentu (zákonodárného shromáždění) v procesu podobném jako v případě federální vlády.
Zákonodárné shromáždění (rusky законодательное собрание, zakonodatělnoje sobranije) se skládá z oblastní dumy (rusky областная дума, oblastnaja duma), což je dolní komora, a poslanecké sněmovny (rusky палата представителей, palata predstavitělej), což je horní komora. Členové shromáždění zastávají úřad na čtyři roky s tím, že polovina Dumy se mění každé dva roky.
Před Putinovými reformami roku 2004 byl gubernátor vždy volen přímou volbou na dobu čtyř let. Eduard Rossel byl v úřadu nepřetržitě od roku 1995 (po úspěšném znovuzvolení v letech 1999 a 2003) až do roku 2009.
O dodržování Ústavy se stará místní ústavní soud (rusky уставный суд, ustavnyj sud). Regionální soudy, fungující nezávisle na federální justici, byly sice několikrát zpochybněny, ale přesto se dodnes zachovaly a úspěšně fungují ve většině regionů.

## Průmysl a doprava
Průmysl je v oblasti velmi rozšířený a ačkoli by potřeboval modernizaci, 12 % železářského a ocelářského průmyslu Ruské federace je stále soustředěno právě ve Sverdlovské oblasti. Fungují železné i měděné doly a význam získává i dřevozpracující průmysl.
Jekatěrinburg je hlavní dopravní křižovatkou v oblasti Uralu. Prochází tudy Transsibiřská magistrála a na místní mezinárodní letiště Kolcovo v poslední době[kdy?] obnovila své lety většina velkých leteckých společností, jako Lufthansa, British Airways nebo ČSA.